# مرکز تجارت بین‌المللی دیوانگ
مرکز تجارت بین‌المللی دیوانگ (انگلیسی: Diwang International Commerce Center) ساختمان اداری ۵۴ طبقه مستقر در شهر ناننینگ، چین است، که در سال ۲۰۰۶ احداث گردید.